# Kepler Object of Interest
Kepler Object of Interest (KOI) é uma estrela observada pela sonda Kepler, que é suspeita de hospedar um ou mais planetas em trânsito. KOIs vêm de uma lista principal de 150.000 estrelas, que por sua vez é gerada a partir do Kepler Input Catalog (KIC). A KOI mostra um escurecimento periódico, indicativo de um planeta invisível que passa entre a estrela e a Terra, eclipsando parte da estrela. Por esta razão, a maioria dos sistemas de planetas KOIs estão em trânsito como ainda não confirmados.

## História
A primeira versão pública de uma lista KOIs foi em 15 de junho de 2010 e continha 306 estrelas com suspeita de hospedar exoplanetas, com base em observações feitas entre 2 de maio de 2009 a 16 de setembro de 2009. Também foi anunciado que um adicional de 400 KOIs que tinham sido descobertos, mas não seria imediatamente liberado para o público. Isso foi feito em ordem de observações de acompanhamento a serem executadas pelos membros da equipe Kepler.
Em 1 de fevereiro de 2011, uma segunda versão de observações feitas durante o mesmo período de tempo, listou 1.235 sinais de trânsito em torno de 997 estrelas.

## Convenção de nomenclatura
Estrelas observadas pela Kepler que são considerados candidatos para eventos de trânsito recebem a designação "KOI" seguido de um número inteiro. Para cada conjunto de eventos de trânsito periódico associado com um KOI particular, um número decimal de dois dígitos é adicionado ao número KOI para essa estrela. Por exemplo, o primeiro candidato à evento de trânsito identificado em torno da estrela KOI 718 é designado KOI 718.01, enquanto o segundo candidato é KOI 718.02 e o terceiro é KOI 718.03. Uma vez que um candidato de trânsito é verificado para ser um planeta (veja abaixo), a estrela é designada "Kepler", seguido por um hífen e um número inteiro. O planeta(s) associado(s) têm a mesma designação, seguido de uma letra na ordem de descoberta.

## Dados Kepler sobre KOIs
Para todas as 150.000 estrelas que estão sendo assistidas por trânsitos pela Kepler, há estimativas de temperatura de superfície de cada estrela, raio, gravidade de superfície e massa. Estas quantidades são derivadas de observações fotométricas tiradas antes do lançamento do Kepler no refletor de 1.2m do Observatório Fred Lawrence Whipple. Para KOIs, existe, além disso, os dados de cada sinal de trânsito: a profundidade do sinal, duração do sinal e a periodicidade do sinal (apesar de alguns sinais carecem esta última peça de informação). Assumindo que o sinal se deve a um planeta, estes dados podem ser utilizados para obter o tamanho do planeta em relação à sua estrela, distância do planeta da estrela hospedeira em relação ao tamanho da estrela hospedeira (assumindo a excentricidade zero), e o período orbital do planeta. Combinada com as propriedades estimadas do estrela descrita anteriormente, calcula o tamanho absoluto do planeta, sua distância a partir da estrela hospedeira e a sua temperatura de equilíbrio.